# Yorosso
Yorosso – miasto w Mali, niedaleko granicy z Burkina Faso; 17 800 mieszkańców (2006). Przemysł spożywczy, włókienniczy.